# Sugar Man (piosenka)
Sugar Man – piosenka i singel amerykańskiego muzyka Rodrígueza. Znana jest głównie ze ścieżki dźwiękowej dokumentalnego filmu pełnometrażowego o artyście, pt. Searching for Sugar Man. Pierwotnie utwór pochodzi z płyty Cold Fact.

## Wersje singla

### "Sugar Man / Inner City Blues" (wyd. 1972, Włochy)[2]
Wydany został jako płyta winylowa 7" przez A&M Records/Sussex we Włoszech. Był zapowiedzią występu artysty na Festivalbar. Numer katalogowy: AM 45031. Lista utworów:
| 1. | "Sugar Man"        | 4:40  |
|    |                    |       |
| 2. | "Inner City Blues" | 2:20  |
|    |                    |       |
|    |                    | 07:00 |
|    |                    |       |

### "Sugar Man / Inner City Blues" (wyd. 1977, Australia)[3]
Wydane przez Blue Goose w Australii. Numer katalogowy: BGMS 002. Lista utworów:
| 1. | "Sugar Man"        | 3:48  |
|    |                    |       |
| 2. | "Inner City Blues" | 2:24  |
|    |                    |       |
|    |                    | 06:12 |
|    |                    |       |

### "Sugar Man / Tom Cat by Muddy Waters" (wyd. 2002, Wielka Brytania)[3]
Singel mieszany z nagraniem "Tom Cat" Muddiego Watersa, wydany w kwietniu 2002 r. w Wielkiej Brytanii przez 13 Amp Records (numer katalogowy: AMP7001).

### "Sugar Man" (wyd. 2009, Wielka Brytania)
Promo CD - wydanie radiowe w Wielkiej Brytanii w 2009 r., przez wytwórnię Light In The Attic.
| 1. | "Sugar Man" (Radio Edit) | 3:47  |
|    |                          |       |
|    |                          | 03:47 |
|    |                          |       |

### "Sugar Man" (wyd. 2013, Polska)
Piosenka od marca 2013 r. była grana na playlistach wielu stacji radiowych w Polsce. Pochodzi z filmu dokumentalnego o Sixto Rodríguezie i z soundtracku Searching for Sugar Man.
| 1. | "Sugar Man" (edit) | 3:50  |
|    |                    |       |
|    |                    | 03:50 |
|    |                    |       |

## Notowania
| Lista (2013)                                | Najwyższa pozycja |
| ------------------------------------------- | ----------------- |
| Lista Przebojów Programu Trzeciego          | 5                 |
| Extralista RDC                              | 2                 |
| Lista Przebojów Muzyki Filmowej RMF Classic | 3                 |